# 사카자키촌
사카자키촌(坂崎村)은 아이치현 누카타군에 설치되었던 촌이다. 현재의 고타정에 해당한다.